# Bealampona
Bealampona is een plaats en commune in het noorden van Madagaskar, behorend tot het district Andapa dat gelegen is in de regio Sava. Een volkstelling in 2001 telde het inwonersaantal op 11.976.
De plaats biedt alleen lager onderwijs en beperkt middelbaar onderwijs aan. Verder wordt er ook op industriële schaal mijnbouw bedreven. 99% van de bevolking werkt er als landbouwer. Het belangrijkste landbouwproduct is rijst, andere belangrijke producten zijn koffie, suikerriet en vanille. Verder is 1% actief in de dienstensector.